# Krigsåret 1923

## Pågående krig
- Andra italiensk-sanusiska kriget 1923- 1931

- Irländska inbördeskriget (1922-1923)

## Händelser

### Januari
- 11 - Franska trupper ockuperar Ruhrområdet efter att Tyskland upphört med att betala krigsskadestånd.

### Juli
- 24 - Grekland och Turkiet sluter fred med Lausannefördraget.

### Augusti
- 31 - Italien ockuperar den grekiska ön Korfu i Medelhavet sedan en italiensk diplomat i Grekland mördats.